# Marszrutka
Marszrutka (właściwie marszrutnoje taksi, ros. маршрутное такси, w skrócie маршрутка) – taksówka zbiorowa, rodzaj miejskiego lub międzymiastowego transportu zbiorowego bardzo popularny w krajach byłego Związku Radzieckiego. Dosłowne tłumaczenie słowa „Marszrutnoje taksi” oznacza „taksówkę poruszającą się po ustalonej marszrucie (trasie)”. Faktycznie jest to mikrobus z kilkunastoma miejscami siedzącymi, który jeżdżąc po ustalonej trasie zatrzymuje się na każde żądanie pasażerów (wsiadających lub wysiadających). W przeciwieństwie do normalnych taksówek, w których o cenie decyduje taksometr, w marszrutce cena biletu jest stała, niezależna od długości przejechanej trasy. Jednocześnie cena za przejazd jest niższa od zwykłych taksówek, ale nieco wyższa od masowego transportu zbiorowego (autobusów). Zależnie od miasta i od długości trasy jest to równowartość od 1 do 3 złotych.
Pomimo że przepisy pozwalają na przewożenie pasażerów jedynie na miejscach siedzących, powszechne jest przewożenie pasażerów stojących.

## Historia

### Pierwsze marszrutki
Jako pierwsze marszrutki wprowadzono w Moskwie w 1938 roku. Linie te obsługiwane były przez luksusowe limuzyny ZiS-101 i głównie łączyły dworce i były przeznaczone dla ruchu turystycznego. W 1939 roku marszrutki kursowały także w mieście Gorki. Trasę pomiędzy Placem Radzieckim (ob. Minina i Pożarskiego) w tym mieście a miejscowością Sormowo (dzisiaj lotnisko) można było przejechać za kwotę 3½ rubla, przy cenie 1 rubel za przejazd tej trasy autobusem lub 50 kopiejek tramwajem.
W czasie II wojny światowej większość samochodów została zmobilizowana przez armię. Po wojnie, już od 1945 roku taki system transportu powrócił na ulice miast ZSRR. W 1947 roku weszły do użytku nowe limuzyny ZiS-110, a w latach 50. zaczęły być używane także w transporcie międzymiastowym (z Moskwy do miast takich, jak Symferopol, Charków, Włodzimierz (Rosja), Tuła, Riazań). Następnie weszły do użytku samochody GAZ-M20 Pobieda, GAZ-21 Wołga i GAZ-12 ZIM. W okresie ZSRR brak było odpłatnego transportu prywatnego i także marszrutki były eksploatowane przez państwowe parki taksówkowe.
W latach 60. XX wieku nastąpił rozwój systemu marszrutek, związany z wprowadzeniem większych samochodów. Jako marszrutki jeździły wówczas przede wszystkim minibusy RAF-977 (popularnie zwany „Rafik”). Ich trasy były ustalane na poziomie władz miasta. Różnica w cenach pomiędzy innymi środkami transportu zmalała. Na przykład w Moskwie przejazd autobusem kosztował 5 kopiejek, a marszrutką 15 kopiejek, w Gorkim odpowiednio 6 i 10 kopiejek. Od połowy lat 70. stopniowo wyparły je mikrobusy RAF-2203.

### Marszrutkowy boom (1992–2000)
Wraz z wprowadzeniem gospodarki rynkowej nastąpił boom prywatnego transportu marszrutkami w krajach byłego ZSRR. Podupadły i niewydolny państwowy transport miejski nie był w stanie obsłużyć zapotrzebowania obywateli. Do pracy przystosowano istniejące busy, takie jak Ikarus, LAZ, PAZ, RAF, KAwZ. Dopiero w 1996 roku fabryka GAZ wprowadziła do swojej oferty samochody marki GAZ-322132 Gazela specjalnie z myślą o tym rodzaju transportu. Samochody te okazały się hitem, tanie, łatwe w naprawie. Miały 12 miejsc siedzących i kosztowały około 8000 dolarów (co zwracało się po około roku pracy). Samochody bardzo łatwo było także przerobić na gaz. Wszystkie te atuty spowodowały, że bardzo wielu przedsiębiorczych obywateli zainwestowało w swój własny samochód rozpoczynając prywatny biznes.

### Obecnie (po 2000)
Z czasem władze miejskie zaczęły zaostrzać przepisy bezpieczeństwa oraz udzielać licencji dla kierowców marszrutek. Przyznawały także pozwolenia na daną trasę (mniej lub bardziej lukratywną). Rezultatem działań władz był podział rynku, który został zdominowany przez duże firmy lub zrzeszenia kierowców.
Znacznie powiększyła się także oferta producentów samochodów. Nowe modele, specjalnie pod wykorzystanie jako marszrutki zostały wprowadzone przez zakłady PAZ, KAZ czy KrAZ.

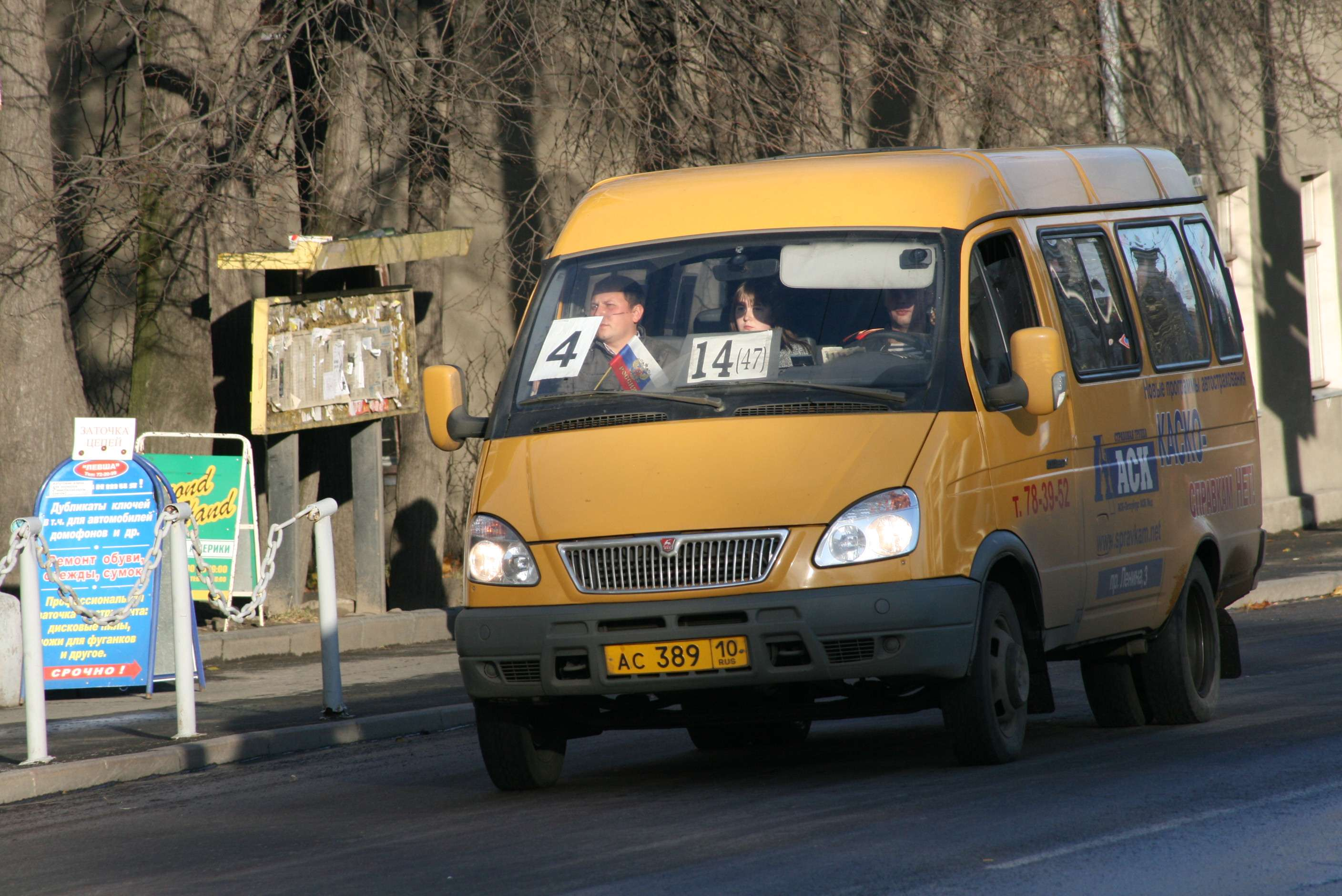
GAZ-3221 Gazela w typowym fabrycznym żółtym kolorze dla marszrutek[3] w mieście Pietrozawodsk
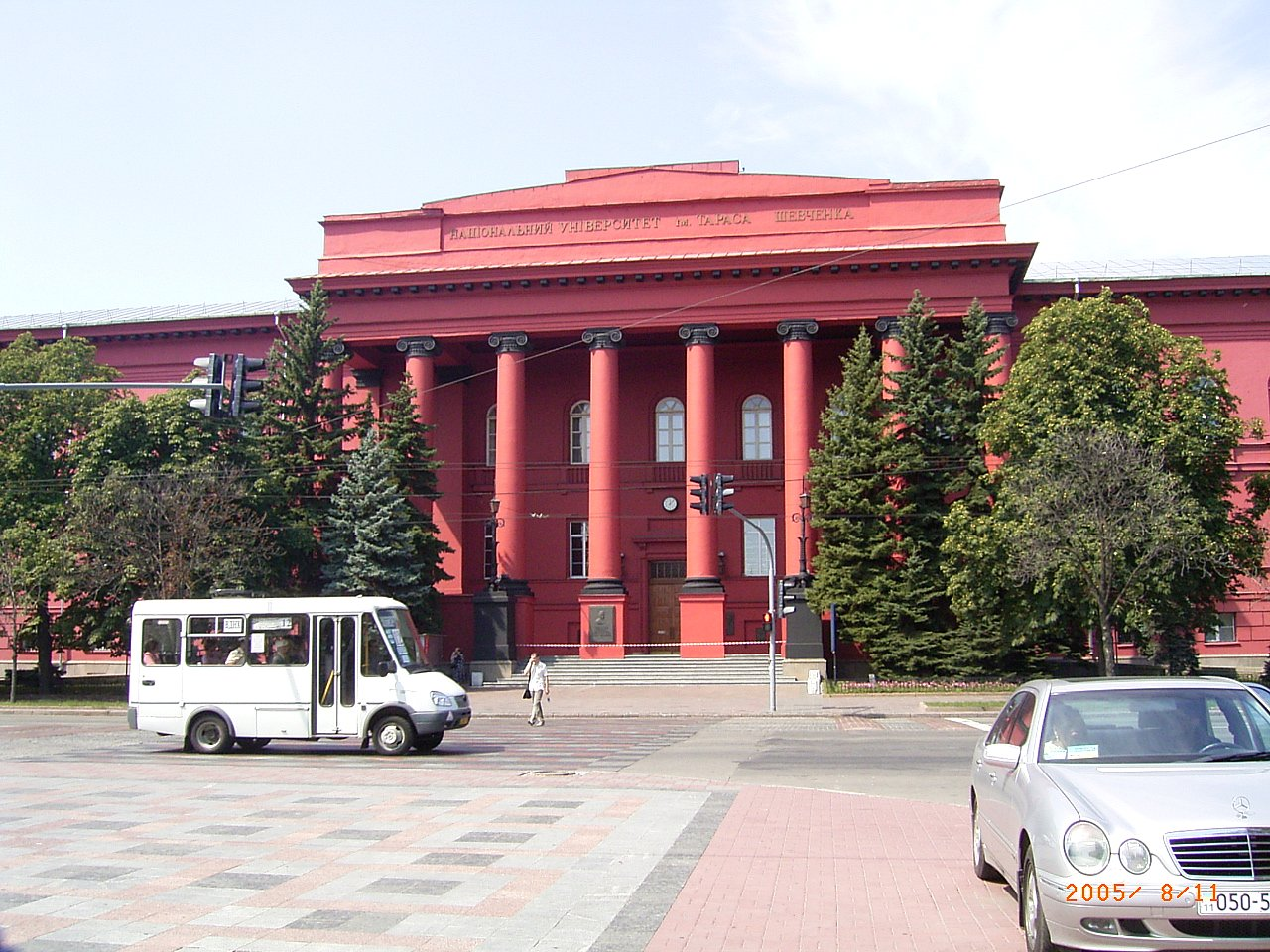
BAZ-2215 jako marszrutka w Kijowie (Ukraina)
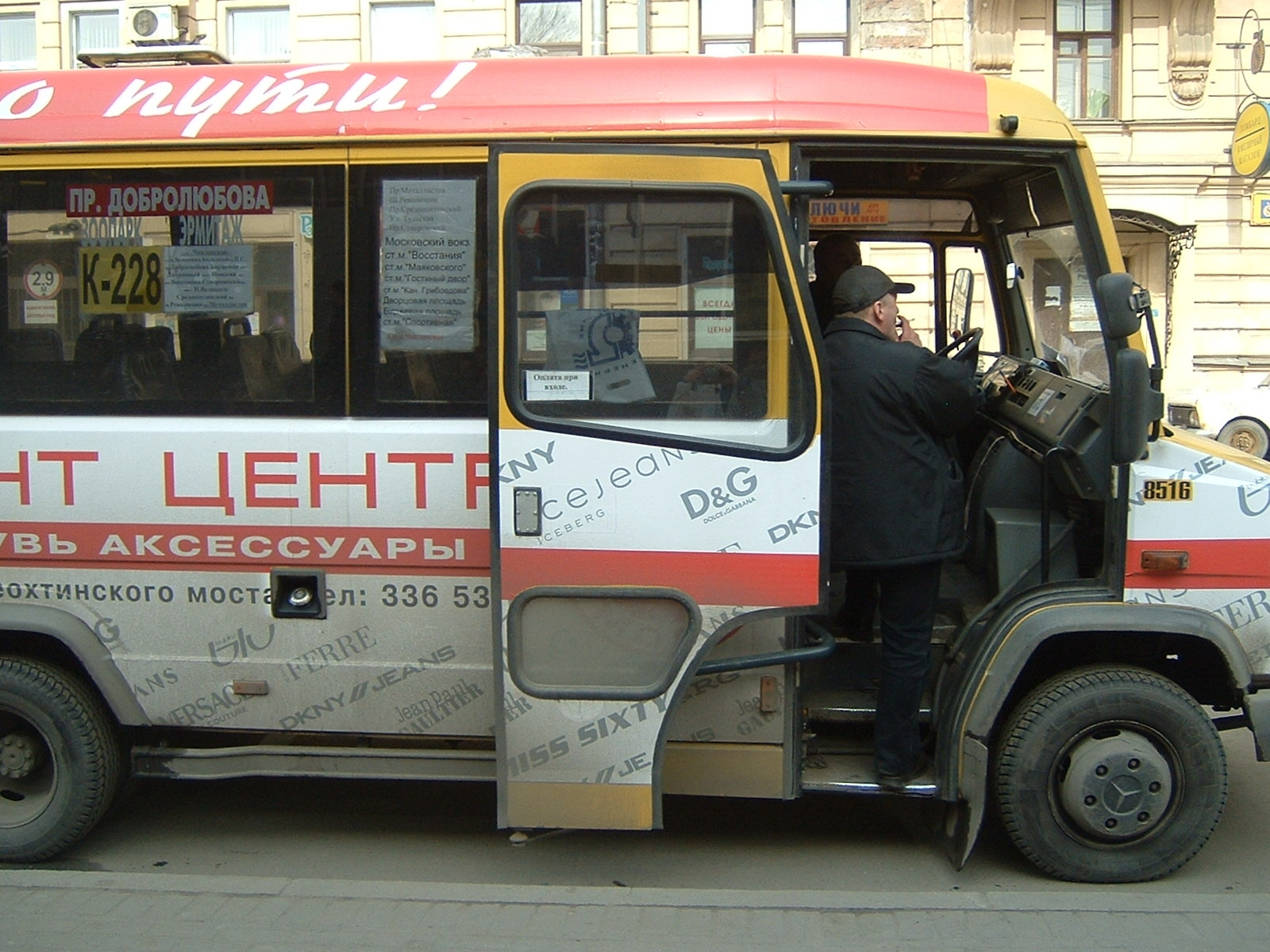
Mercedes-Benz T2 marszrutka w Petersburgu (Rosja)
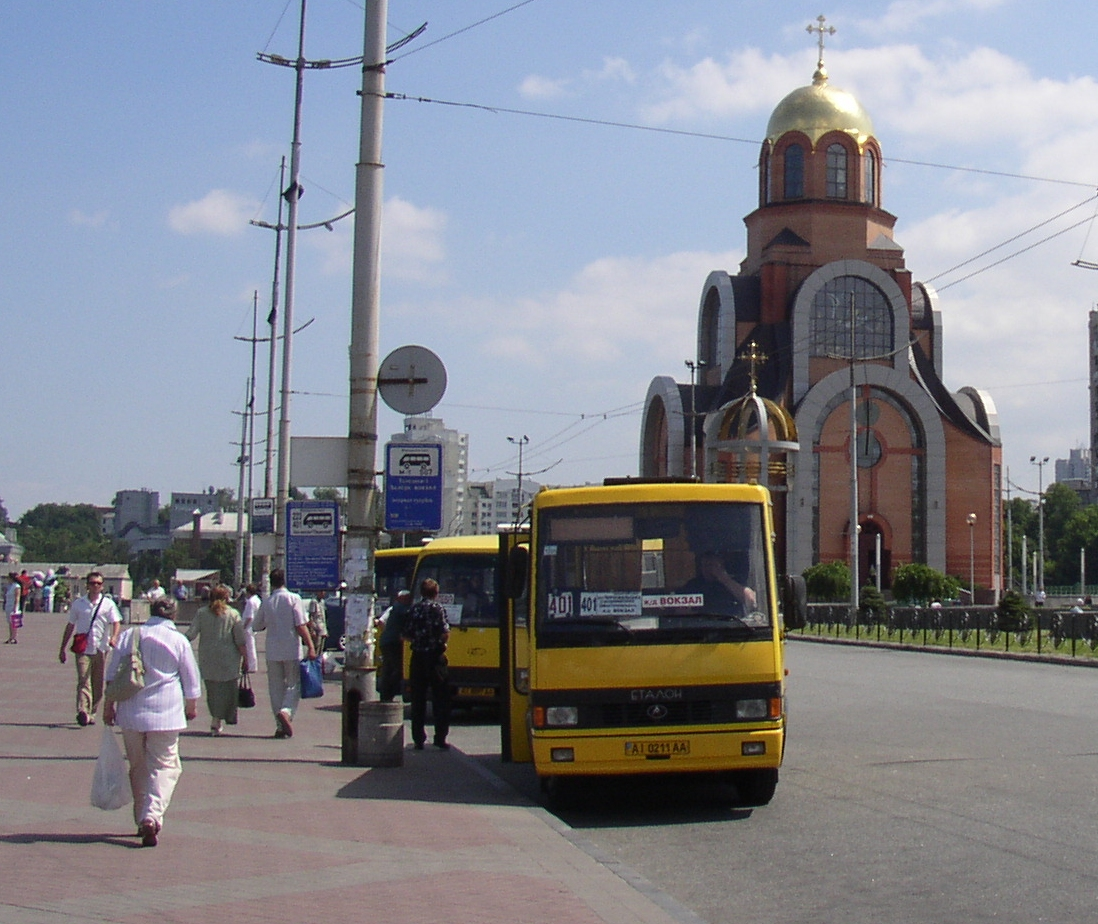
Marszrutki BAZ-A079 Etalon (z przodu) i Bogdan A091 (z tyłu). Zdjęcie wykonane przed Dworcem Kijów Centralny (Ukraina)
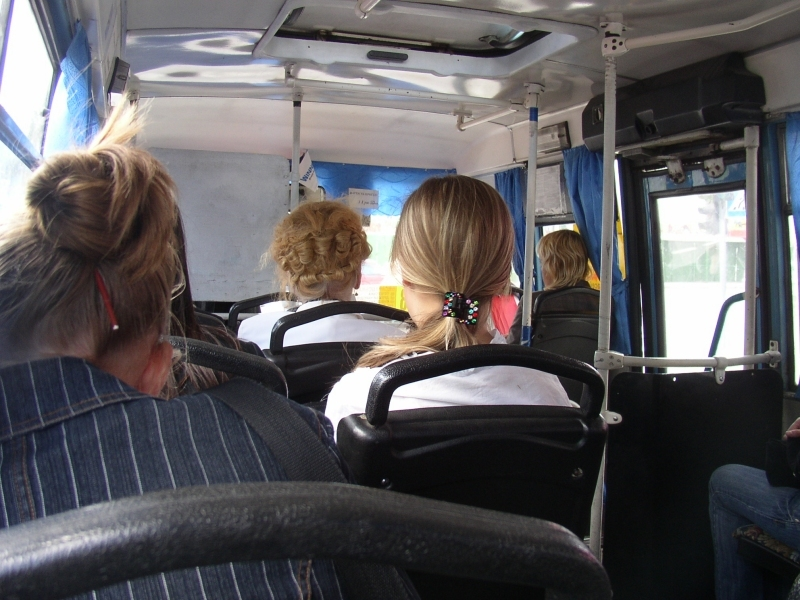
Środek typowej marszrutki w ukraińskim samochodzie Bogdan
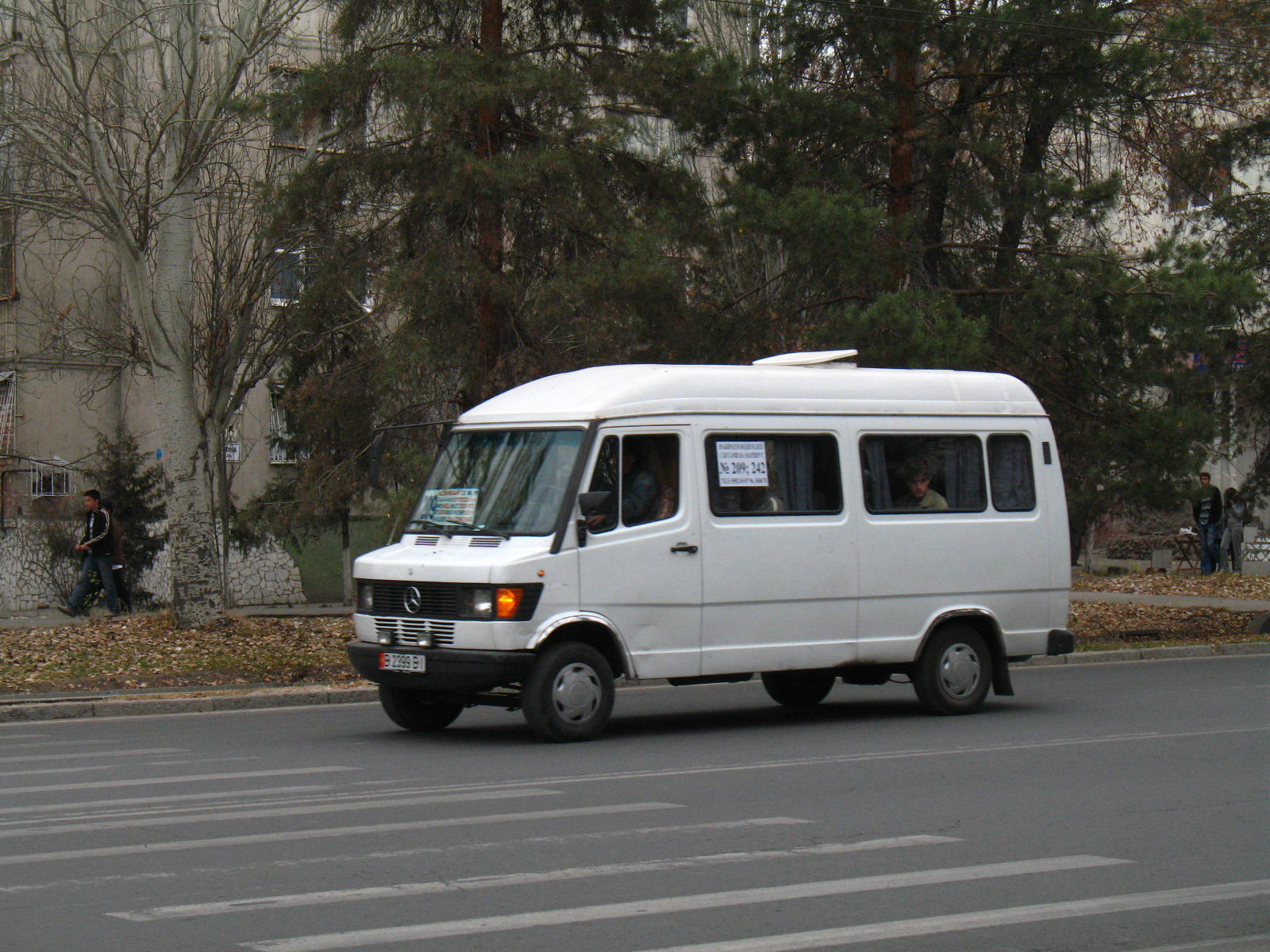
Marszrutka Mercedes-Benz T1 – centralna Azja
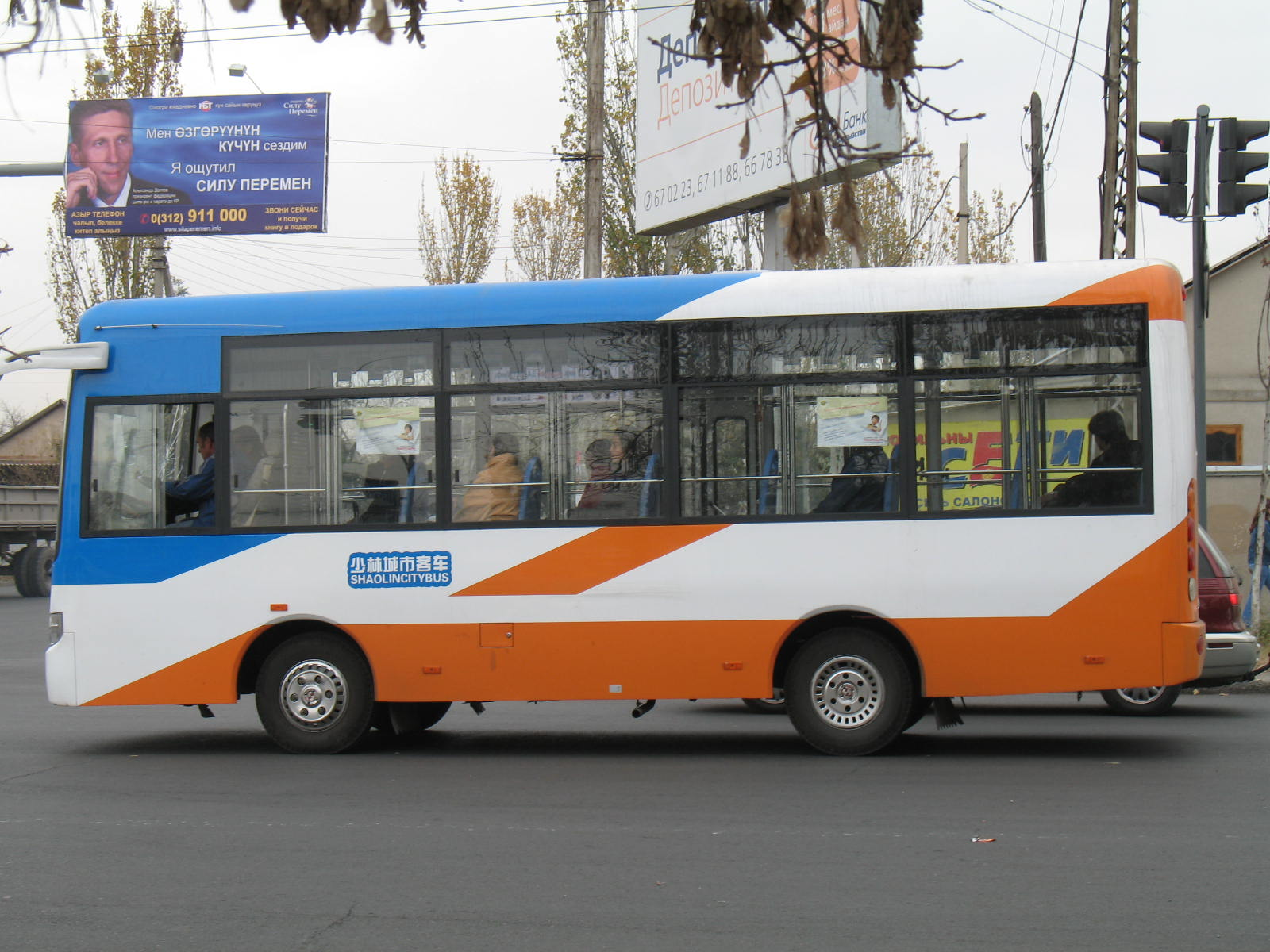
Marszrutka nr 149 w Biszkeku (Kirgistan)
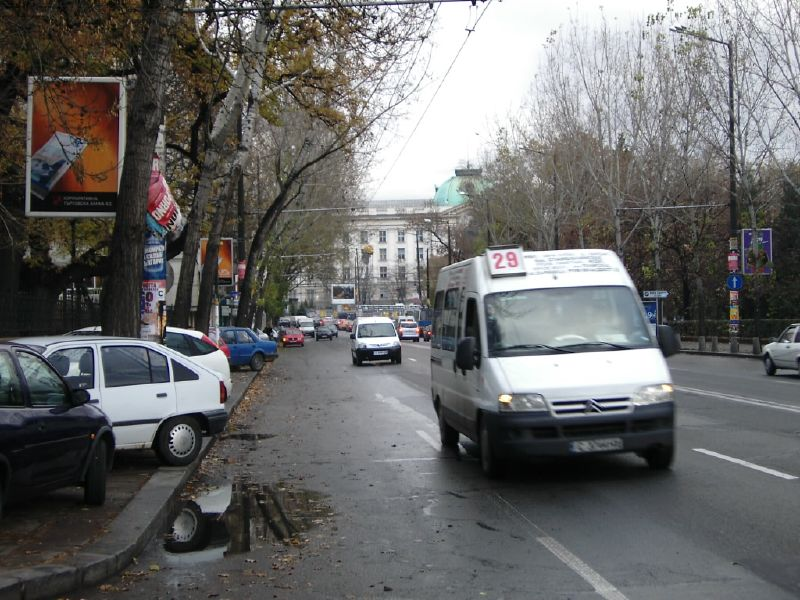
Citroën Jumper jako marszrutka w Sofii (Bułgaria)
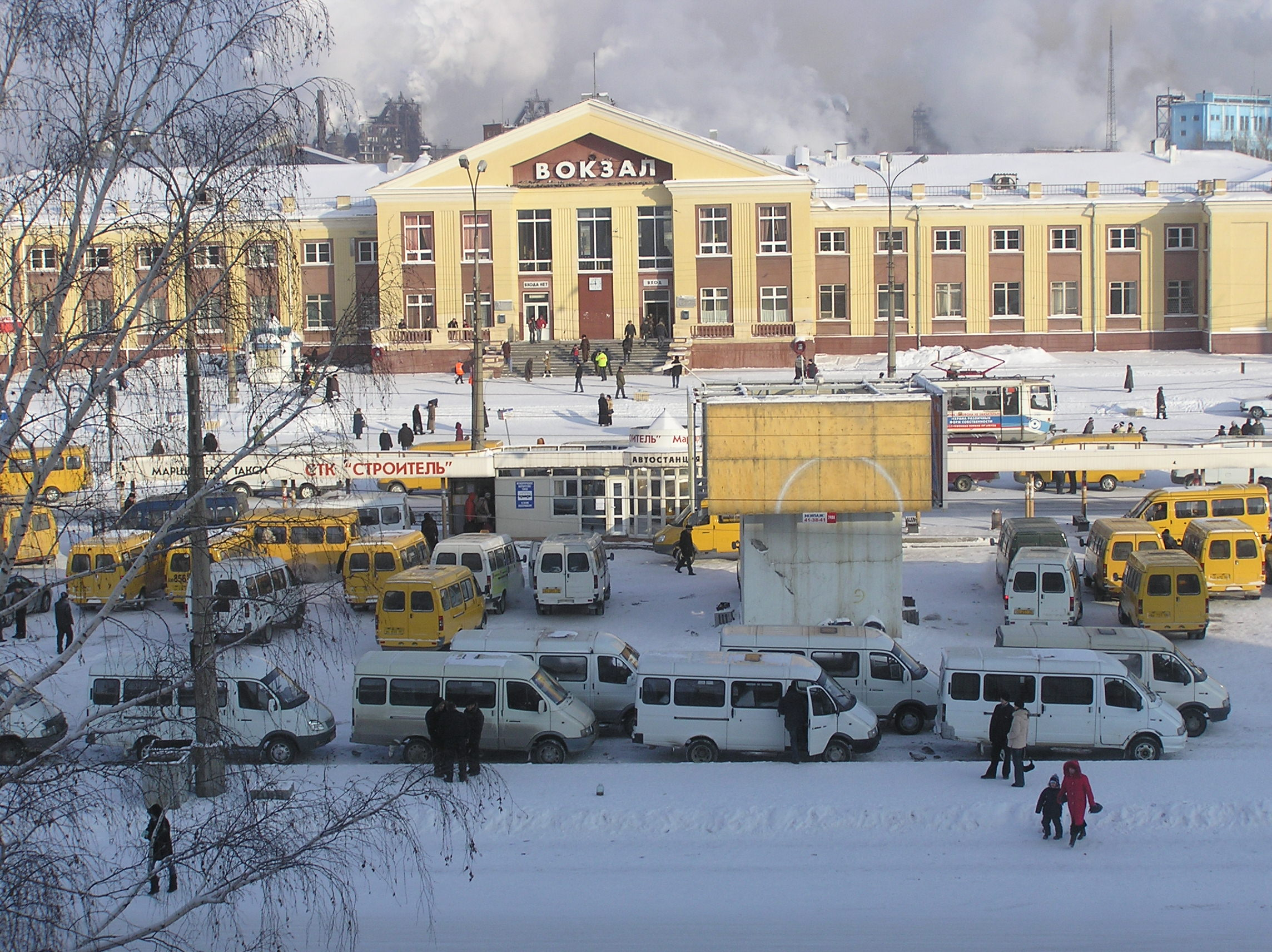
Marszrutki przy dworcu kolejowym w Niżnym Tagile (Rosja)